# پروتکل ترکیب‌های آلی فرار
پروتکل ترکیب‌های آلی فرار (به انگلیسی: Volatile Organic Compounds Protocol) یا پروتکل کنوانسیون ۱۹۷۹ دربارهٔ آلودگی هوای فرامرزی دوربرد برای مهار انتشار ترکیب‌های آلی فرار یا شارهای فرامرزی آنها، یک پروتکل برای کنوانسیون آلودگی هوای فرامرزی دوربرد است که با هدف کنترل و کاهش انتشار ترکیب آلی فرار به منظور کاهش شار فرامرزی آنها با هدف حفاظت از سلامت انسان و محیط زیست در برابر اثرات زیان‌بار آنها انجام می‌شود. این پروتکل در ژنو، سوئیس منعقد شد.